# Magnus Tillby
John Magnus Tillby, född 23 november 1969, är en svensk officer i Flygvapnet.

## Biografi
År 2011 utnämnd till överstelöjtnant. År 2014 var han ställföreträdande bataljonchef för 1. strilbataljonen vid Luftstridsskolan (LSS). År 2015 bataljonchef för 1. strilbataljonen vid Luftstridsskolan.  År 2019 central chef för stridsledning och luftbevakning på Flygstaben. År 2020 befordrad till överste samt utnämnd till ställföreträdande chef för Helikopterflottiljen. År 2020 utnämnd till chef för Försvarsmaktens telekommunikations- och informationssystemförband (FMTIS) tills han avgick den 10 januari 2025 och Johan Magnusson blev ny förbandschef för FMTIS. Magnus Tillby blev då han blev biträdande svensk representant för NATO.